# Acalolepta mixta
Acalolepta mixta là một loài bọ cánh cứng trong họ Cerambycidae.